# Liste des intercommunalités de l'Aube

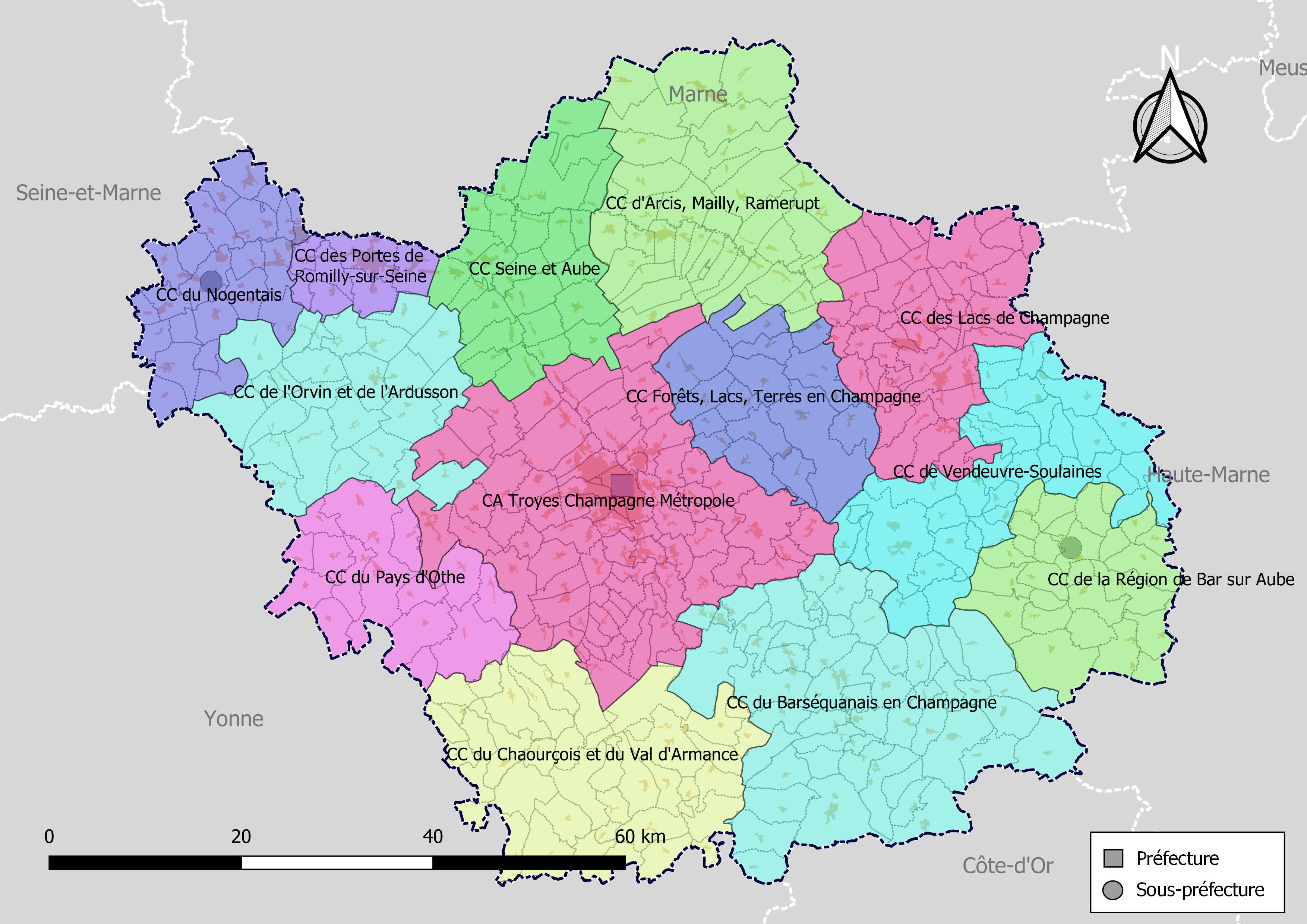
Carte des EPCI de l'Aube au 1er janvier 2019.

Au 1er janvier 2020, le département de l'Aube compte 13 intercommunalités à fiscalité propre dont le siège est dans le département (1 communauté d'agglomération et 12 communautés de communes).

## Intercommunalités à fiscalité propre
| Forme juridique            | Nom                                  | no SIREN  | Date de création | Nombre de communes | Population (der. pop. légale) | Superficie (km2) | Densité (hab./km2) | Siège               | Président           |
| -------------------------- | ------------------------------------ | --------- | ---------------- | ------------------ | ----------------------------- | ---------------- | ------------------ | ------------------- | ------------------- |
| Communauté d'agglomération | CA Troyes Champagne Métropole        | 200069250 | 1er janvier 2017 | 81                 | 175 193 (2021)                | 889,60           | 197                | Troyes              | François Baroin     |
| Communauté de communes     | CC du Barséquanais en Champagne      | 200069003 | 1er janvier 2017 | 53                 | 18 384 (2021)                 | 812,80           | 23                 | Bar-sur-Seine       | Claude Penot        |
| Communauté de communes     | CC des portes de Romilly-sur-Seine   | 200000545 | 1er janvier 2006 | 6                  | 18 866 (2021)                 | 104,80           | 180                | Romilly-sur-Seine   | Eric Vuillemin      |
| Communauté de communes     | CC du Nogentais                      | 200006716 | 1er janvier 2007 | 23                 | 16 511 (2021)                 | 294,80           | 56                 | Nogent-sur-Seine    | Christian Triche    |
| Communauté de communes     | CC de la Région de Bar-sur-Aube      | 241000405 | 1er janvier 1994 | 27                 | 10 630 (2021)                 | 352,30           | 30                 | Bar-sur-Aube        | David Lelubre       |
| Communauté de communes     | CC d'Arcis, Mailly, Ramerupt         | 200071777 | 1er janvier 2017 | 39                 | 11 799 (2021)                 | 608,10           | 19                 | Arcis-sur-Aube      | Solange Gaudy       |
| Communauté de communes     | CC du Chaourçois et du Val d'Armance | 200071041 | 1er janvier 2017 | 42                 | 10 302 (2021)                 | 588,10           | 18                 | Ervy-le-Châtel      | Jean-Michel Hupfer  |
| Communauté de communes     | CC Seine et Aube                     | 200070126 | 1er janvier 2017 | 25                 | 10 193 (2021)                 | 385,40           | 27                 | Méry-sur-Seine      | Loïc Adam           |
| Communauté de communes     | CC des Lacs de Champagne             | 200040137 | 1er janvier 2014 | 43                 | 9 093 (2021)                  | 440,30           | 21                 | Brienne-le-Château  | Daniel Chauchefoin  |
| Communauté de communes     | CC de l'Orvin et de l'Ardusson       | 241000488 | 18 décembre 2003 | 25                 | 8 435 (2021)                  | 438,70           | 19                 | Marigny-le-Châtel   | Nicolas Juillet     |
| Communauté de communes     | CC de Vendeuvre-Soulaines            | 200066892 | 1er janvier 2017 | 38                 | 7 439 (2021)                  | 447,50           | 17                 | Soulaines-Dhuys     | Philippe Dallemagne |
| Communauté de communes     | CC du Pays d'Othe                    | 241000447 | 18 décembre 2002 | 14                 | 7 637 (2021)                  | 318,50           | 24                 | Aix-Villemaur-Pâlis | Yves Fournier       |
| Communauté de communes     | CC Forêts, lacs, terres en Champagne | 241000223 | 1er janvier 2006 | 15                 | 6 847 (2021)                  | 323,40           | 21                 | Piney               | Olivier Jacquinet   |

## Histoire

### Années 1990: débuts l'intercommunalité de projet
Les premières structures intercommunales apparaissent dans les années 1950 sous la forme de syndicats intercommunaux, mais il faut attendre 1992 pour qu'une nouvelle conception de l'intercommunalité fasse place à la liberté de négociation contractuelle et à la libre association de communes. La loi du 6 février 1992 relative à l'administration territoriale de la République crée deux nouvelles catégories d'EPCI à fiscalité propre : les « communautés de communes » et les « communautés de villes ». Il s'agit de passer d'une coopération de gestion à une coopération de projet avec, pour objectif central, la promotion du développement économique et l'aménagement de l'espace au sein des périmètres de solidarité constitués dans les territoires ruraux, par des communautés de communes.
La progression de l'intercommunalité est lente dans le département de l'Aube. En 1993, l'Aube ne compte que cinq communautés de communes, regroupant soixante et onze communes et 144 231 habitants . Il s'agit des communautés de communes  :
- de l'agglomération troyenne (122 001 habitants),
- de la  Région de Bar sur Aube (13 944 habitants),
- de la Région d'Arcis-sur-Aube (4 055 habitants),
- de Soulaines (2 466 habitants),
- de Plancy l'Abbaye (1 765 habitants).

Les pays, créés à partir de 1995, constituent des espaces de réflexion de choix sur la question de l'intercommunalité.
Le taux de couverture de la population départementale (296 890 habitants en 1990) par des structures intercommunales à fiscalité propre est alors de 48,58 %.
La situation ne varie pas de façon notable jusqu'à l'été 1999.

### Années 2000: développement de l'intercommunalité de projet
La promulgation de la loi du 12 juillet 1999 relative au renforcement et à la simplification de la coopération intercommunale donne le véritable coup d'envoi du développement de l'intercommunalité de projet. Dès janvier 2000, la communauté de communes de l'agglomération troyenne se transforme en communauté d'agglomération et dans les territoires ruraux, les élus locaux, souvent mobilisés autour de maires de chef-lieu de canton ou de présidents de syndicats intercommunaux et accompagnés, en termes de conseil, par les services territoriaux de l'Etat, amorcent la réflexion sur l'opportunité et les modalités de regroupement de leurs collectivités au sein de communautés de communes%.  
Cinq ans plus tard, dix nouvelles communautés de communes voient le jour. Les quatorze communautés de communes que compte alors le département couvrent deux cent huit communes pour une population globale de 85 609 habitants. Plus de la moitié de la population rurale du département (population départementale diminuée de celle de la communauté de l'agglomération troyenne) vit ainsi au sein d'une communauté de communes. Le pourcentage de population regroupée au sein d'un établissement public à fiscalité propre – communautés de communes et communauté d'agglomération confondues – passe quant à lui à plus de 70 %.
Une deuxième accélération intervient à partir de 2006 avec la mise en place d'un schéma d'orientation de l'intercommunalité, à l'initiative du préfet de l'Aube et en étroite concertation avec les élus locaux. Ce schéma visait deux objectifs :
- favoriser, à travers le rattachement de communes encore isolées à des communautés de communes existantes ou par le biais de fusions de communautés de communes, l'élargissement des périmètres de ces groupements afin qu'ils disposent d'une assise territoriale et d'une capacité financière suffisantes pour dynamiser le développement économique et social et enrayer le déclin démographique ;
- réaliser un maillage intercommunal plus cohérent, plus pertinent (l'opportunité du maintien des pays était notamment posée).

La démarche débouche sur la création de dix autres communautés de communes.

### Années 2010: achèvement de la couverture départementale et rationalisation des structures
La loi du 16 décembre 2010 de réforme des collectivités territoriales visait trois objectifs :
- Achever la carte intercommunale par le rattachement des dernières communes isolées à des EPCI à fiscalité propre,
- Rationaliser le périmètre des EPCI à fiscalité propre existants,
- Simplifier l’organisation par la suppression des syndicats devenus obsolètes ou n’étant plus pertinents en missions ou en périmètres.

Elle fixait également comme impératif la constitution d’EPCI à fiscalité propre regroupant au moins 5 000 habitants (sauf caractéristiques géographiques particulières de certains espaces, telles que notamment insularité, frontière physique majeure, très faible densité démographique). Dans chaque département, doit être établi avant le 31 décembre 2011 un schéma départemental de coopération intercommunale prévoyant une couverture intégrale du territoire par des établissements publics de coopération intercommunale à fiscalité propre et la suppression des enclaves et discontinuités territoriales, au vu d'une évaluation de la cohérence des périmètres et de l'exercice des compétences des groupements existants.
Le schéma départemental de coopération intercommunale de l'Aube, répondant aux objectifs fixés par la loi, est signé le 30 décembre 2011. Il est mis en œuvre de 2012 à 2013. Au 1er janvier 2014, l'ensemble du département est couvert par un établissement public de coopération intercommunale à fiscalité propre. L'évolution de 1990 à 2014 est la suivante :
| Année                              | 1990    | 1999    | 2007    | 2009    | 2011    | 2014    |
| ---------------------------------- | ------- | ------- | ------- | ------- | ------- | ------- |
| EPCI à fiscalité propre            | 5       | 5       | 17      | 17      | 25      | 24      |
| Nombre de communes en EPCI (CC+CA) | 71      | 71      | 259     | 259     | 404     | 433     |
| % communes                         | 16,39 % | 16,39 % | 59,81 % | 59,81 % | 93,3 %  | 100 %   |
| Population CC + CA                 | 144 231 | 146 499 | 225 547 | 225 547 | 298 987 | 303 997 |
| % population                       | 48,58 % | 48,6 %  | 77,42 % | 77,42 % | 96,64 % | 100 %   |

### Évolutions au1erjanvier 2017
L'Aube passe de 24 à 13 EPCI à fiscalité propre ayant leur siège dans le département, en application du schéma départemental de coopération intercommunale arrêté le 23 mars 2016 :
- Création de la communauté de communes d'Arcis, Mailly, Ramerupt par fusion de la communauté de communes du Nord de l'Aube, de la communauté de communes de la Région d'Arcis-sur-Aube et de la communauté de communes de la Région de Ramerupt.
- Création de la communauté de communes Seine et Aube par fusion de la communauté de communes Seine Fontaine Beauregard et de la communauté de communes de Plancy-l'Abbaye.
- Création de la communauté de communes du Barséquanais en Champagne par fusion de la communauté de communes de la Région des Riceys, de la communauté de communes du Barséquanais et de la communauté de communes de l'Arce et de l'Ource.
- Création de la communauté de communes du Chaourçois et du Val d'Armance par fusion de la communauté de communes du Chaourçois et de la communauté de communes du Val d'Armance.
- Création de la communauté de communes de Vendeuvre-Soulaines par fusion de la communauté de communes de Soulaines et de la communauté de communes des Rivières.
- Extension de la communauté de communes du Pays d'Othe Aixois aux communes de Bercenay-en-Othe, Chennegy et Neuville-sur-Vanne (issues de la communauté de communes des portes du pays d'Othe).
- Création de la communauté d'agglomération Troyes Champagne Métropole par fusion de la communauté d'agglomération du Grand Troyes, de la communauté de communes Bouilly-Mogne-Aumont, de la communauté de communes Seine Melda Coteaux et de la communauté de communes Seine Barse, étendue aux communes de Bucey-en-Othe, Estissac, Fontvannes, Messon, Prugny et Vauchassis (issues de la communauté de communes des portes du pays d'Othe).